# ویکتوریا مونه
ویکتوریا مونه مک‌کانتس (انگلیسی: Victoria Monét McCants؛ زادهٔ ۱ مهٔ ۱۹۸۹) خواننده و ترانه‌نویس آمریکایی است. او چند آلبوم چندآهنگه (ئی‌پی) به‌طور مستقل منتشر کرد تا اینکه پنجمین ئی‌پی او، جگوار (۲۰۲۰)، با تحسین منتقدان مواجه شد. نخستین آلبوم استودیویی او به‌نام جگوار ۲ (۲۰۲۳) برایش موفقیت‌هایی به‌دنبال داشت و با ترانه پرطرفدارش «آن مای ماما» معرفی شد. این ترانه در میان ۴۰تای برتر جدول بیلبورد هات ۱۰۰ آمریکا قرار گرفت و نامزد جایزه گرمی ضبط سال شد. در شصت و ششمین مراسم جوایز گرمی، مونه در کل نامزد هفت جایزه بود و برندهٔ جایزه گرمی بهترین هنرمند جدید شد. آلبوم جگوار ۲ نیز دو جایزهٔ بهترین آلبوم آراندبی و بهترین آلبوم مهندسی، غیرکلاسیک را دریافت کرد.

## اوایل زندگی
ویکتوریا مونه مک‌کانتس، معروف به ویکتوریا مونه، در تاریخ ۱ مه ۱۹۸۹ در جرجیا، آمریکا متولد شد. ویکتوریا در شهر آتلانتا بزرگ شد و از کودکی به موسیقی علاقه‌مند بود. مونه در دوران کودکی و نوجوانی به اجرای موسیقی در مدرسه و مراسم‌های محلی پرداخت و به تدریج استعداد خود را در این زمینه به نمایش گذاشت. با گذشت زمان، او تصمیم گرفت تا به صورت حرفه‌ای به موسیقی بپردازد.
مونه در سنین جوانی به هنرهای نمایشی پرداخت و در گروه کر جوانان کلیسای خود آواز خواند و در یک تیم رقص شهری اجرا کرد. او به زودی به نوشتن پرداخت و با تهیه‌کننده رادنی جرکینز شروع به کار کرد. در ۱ آوریل ۲۰۱۹، ویکتوریا مونه و آریانا گرانده تک‌آهنگ «مونوپولی» را در حالی که گرانده در تور جهانی شیرین‌کننده خود بود، منتشر کردند.

## حرفه‌

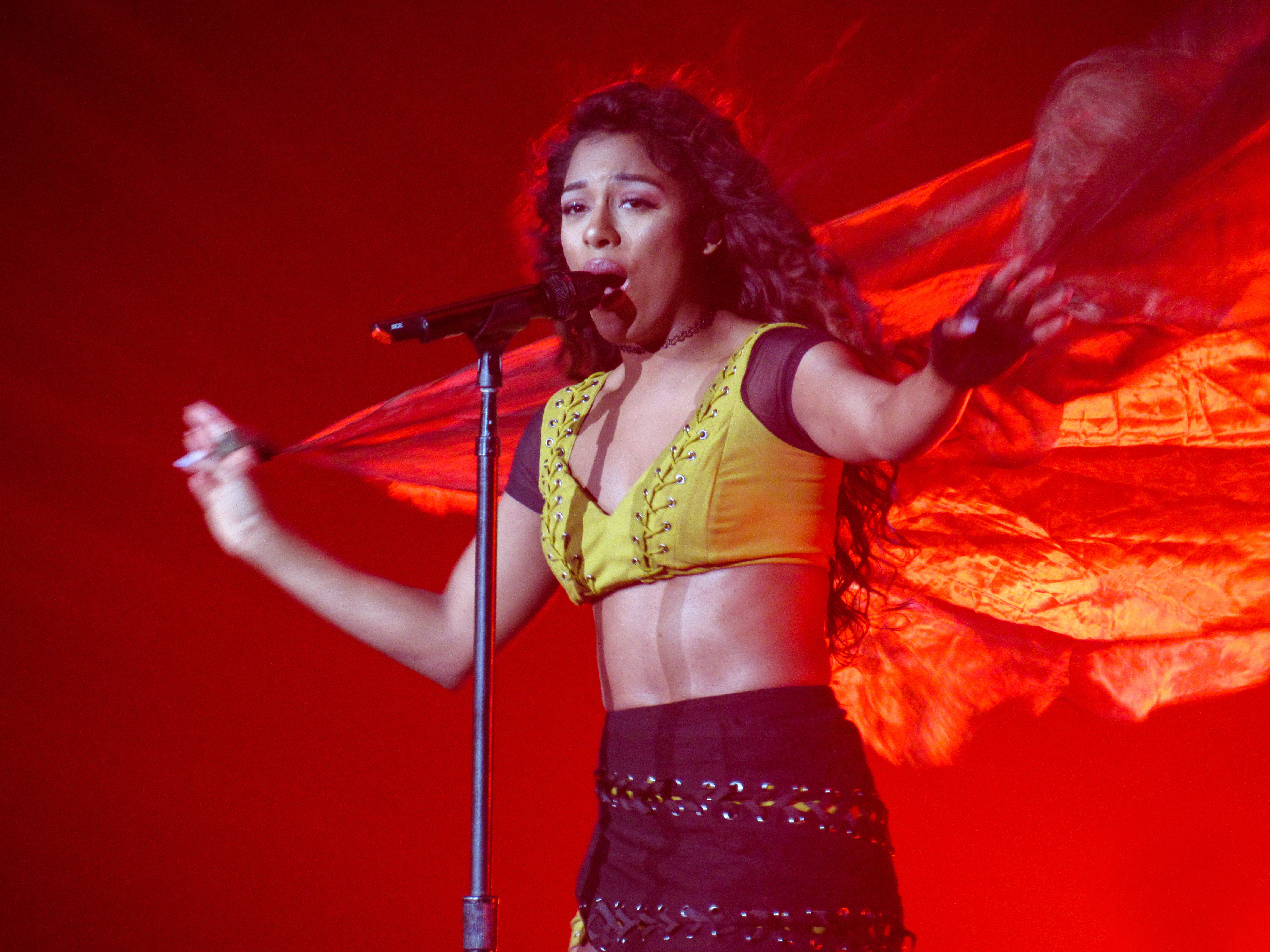
کنسرت ویکتوریا مونه

ویکتوریا مونه در اوایل دهه ۲۰۱۰ میلادی به عنوان ترانه‌سرا وارد صنعت موسیقی شد و با همکاری با هنرمندانی از جمله آریانا گرانده، نیکی میناژ و کریس براون، توانست نام خود را به عنوان یک ترانه‌سرای مستعد به ثبت برساند. او در این دوره برای چندین آلبوم و ترانه موفق به نگارش ترانه شد و با ارائه آثار خود توانست توجه زیادی را به خود جلب کند.
انتشار آثار مستقل
پس از موفقیت در زمینه ترانه‌سرایی، ویکتوریا تصمیم گرفت تا به عنوان یک خواننده نیز فعالیت خود را گسترش دهد. او چندین آلبوم چندآهنگه (EP) به صورت مستقل منتشر کرد که از جمله این آثار می‌توان به "Nightmares & Lullabies: Act 1" (2014) و "Nightmares & Lullabies: Act 2" (2015) اشاره کرد. این آلبوم‌ها با استقبال خوبی از سوی مخاطبان و منتقدان مواجه شدند و مونه را به عنوان یک هنرمند مستقل و با استعداد معرفی کردند.
موفقیت با آلبوم جگوار
یکی از نقاط عطف در کارنامه هنری ویکتوریا مونه، انتشار آلبوم "جگوار" در سال ۲۰۲۰ بود. این آلبوم که پنجمین EP او محسوب می‌شود، با تحسین منتقدان مواجه شد و توانست توجه زیادی را به خود جلب کند. "جگوار" با ترانه‌هایی چون "Moment" و "Ass Like That" موفق شد تا مونه را به عنوان یک هنرمند نوظهور و پرانرژی معرفی کند. این آلبوم نه تنها از لحاظ تجاری موفق بود، بلکه به عنوان یکی از آثار برتر موسیقی R&B شناخته شد و نقدهای بسیار مثبتی دریافت کرد.
آلبوم "جگوار ۲" و اوج شهرت
در سال ۲۰۲۳، ویکتوریا مونه با انتشار اولین آلبوم استودیویی خود به نام "جگوار ۲" به اوج شهرت خود رسید. این آلبوم با استقبال گسترده‌ای روبرو شد و توانست جایگاه او را در دنیای موسیقی تقویت کند. ترانه معروف "On My Mama" از این آلبوم به یکی از ۴۰ ترانه برتر جدول بیلبورد هات ۱۰۰ آمریکا راه یافت و نامزد جایزه گرمی ضبط سال شد. موفقیت این آلبوم به مونه کمک کرد تا در شصت و ششمین مراسم جوایز گرمی در هفت بخش نامزد شود و جایزه بهترین هنرمند جدید را کسب کند. همچنین، آلبوم "جگوار ۲" موفق به دریافت دو جایزه دیگر شامل بهترین آلبوم R&B و بهترین آلبوم مهندسی، غیرکلاسیک شد.

## سبک هنری

### تاثیرپذیری
مونه بارها از هنرمندان زن سبک آراندبی مانند جنت جکسون، دستینیز چایلد، بیانسه، کلی رولند، ماریا کری، برندی نروود، آلیشا کیز به‌عنوان اشخاصی بسیار تأثیرگذار در موسیقی و آواز خود یاد کرده‌است. همچنین هنرمندان پاپ مانند مایکل جکسون و کلدپلی و هنرمندان سبک سول و جاز مانند ارت، ویند اند فایر و شاده آدو بر او تأثیر گذاشته‌اند. او از کودکی در حالی که به آثار باب مارلی و بوجو بنتون گوش می‌داد، تحت تأثیر سبک رگی قرار گرفت.
مونه از د-دریم، نی-یو و اسموکی رابینسون به‌عنوان افرادی الهام‌بخش برای «داشتن هم حرفهٔ ترانه‌سرایی موفق و هم حرفهٔ هنرمندی موفق» نام برد. او به لیموناد اثر بیانسه و فانتزی پیچیده تیره زیبای من اثر کانیه وست به‌عنوان الهام‌بخش آثارش برای ساخت آلبومی مفهومی و بصری اشاره کرد.

## زندگی شخصی
مونه در سال ۲۰۱۸ به‌عنوان دوجنس‌گرا آشکارسازی کرد.
در دسامبر ۲۰۲۰، او اعلام کرد که نخستین فرزند خود را باردار است. در ۲۱ فوریه ۲۰۲۱، مونه دخترش به‌نام هیزل مونه را به دنیا آورد. هیزل جوانترین نامزد جایزه گرمی در تاریخ است. او برای صدای خنده‌اش در ترانهٔ «هالیوود» نامزد گرمی شد.

## دیسکوگرافی
- جگوار ۲ (۲۰۲۳)

## تورها

### اصلی
- تور جگوار (۲۰۲۳)[۲۱]

### پشتیبان
- فیفت هارمونی – تور ۷/۲۷ (۲۰۱۶)
- آریانا گرانده – تور زن خطرناک (۲۰۱۷)